# Rivière Pelletier (rivière Saguenay)
Pour les articles homonymes, voir Pelletier (homonymie).
La rivière Pelletier est un affluent de la rive nord de la rivière Saguenay, coulant dans la municipalité de Saint-Fulgence, dans la municipalité régionale de comté (MRC) Le Fjord-du-Saguenay, dans la région administrative du Saguenay-Lac-Saint-Jean, au Québec, au Canada.
La route 172 (route de Tadoussac) coupe la rivière Pelletier à son embouchure. Le chemin de la Zec Martin-Valin (sens nord-sud) dessert toute la vallée de cette rivière,,.
La foresterie constitue la première activité économique du secteur ; les activités récréotouristiques, en second.
La surface de la rivière Pelletier est habituellement gelée de la fin novembre au début avril, toutefois la circulation sécuritaire sur la glace se fait généralement de la mi-décembre à la fin mars.

## Géographie
Les principaux bassins versants voisins de la rivière Pelletier sont :
- côté nord : rivière Sainte-Marguerite, ruisseau Canada, ruisseau du Chemin ;
- côté est : ruisseau Neil, rivière de la Descente des Femmes, rivière des Îlets Rouge, rivière Lapointe, rivière Sainte-Marguerite ;
- côté sud : rivière Saguenay ;
- côté ouest : ruisseau des Îles, ruisseau Glissant, ruisseau du Moulin, le Petit Bras, rivière Valin, rivière Caribou, rivière Shipshaw[3].

La rivière Pelletier prend sa source du lac Central (longueur : 1,1 km ; altitude : 301 m). L’embouchure de ce lac est située à 3,4 km au sud du cours de la rivière Sainte-Marguerite et à 8,1 m au nord-ouest de l’embouchure de la rivière Pelletier (confluence avec la rivière Saguenay).
À partir du lac de tête (lac Central), le cours de la rivière Pelletier descend sur 14,3 km selon les segments suivants :
- 3,3 km vers le nord-est, jusqu'à un coude de rivière ;
- 4,7 km vers le sud jusqu’à la décharge (venant de l’Ouest) d’une ensemble de lacs dont Dussault, Laurent et Petit lac des Îles ;
- 2,2 km vers le sud dans une vallée encaissée, jusqu'à la route 172 ;
- 0,8 km vers le sud jusqu’à un ruisseau (venant du Nord-Est) ;
- 3,3 km vers le sud-ouest, jusqu'à l'embouchure de la rivière[3].

L'embouchure de la rivière Pelletier se déverse au fond de l’Anse à Pelletier, sur la rive nord de la rivière Saguenay dans la municipalité de Saint-Fulgence. Cette confluence de la rivière Pelletier est située à :
- 18,6 km au nord-est de l’embouchure de la rivière Valin ;
- 12,6 km au nord-est du centre du village de Saint-Fulgence ;
- 24,7 km au nord-est du centre-ville de Saguenay ;
- 83,2 km à l'ouest de l’embouchure de la rivière Saguenay[3].

La rivière Pelletier se déverse au fond d’une petite baie de la rive nord de la rivière Saguenay. À partir de l’embouchure de la rivière Pelletier, le courant suit le cours de la rivière Saguenay vers l’est jusqu'à la hauteur de Tadoussac où il conflue avec le fleuve Saint-Laurent.

## Toponymie
Le toponyme « rivière Pelletier » et l’anse Pelletier évoquent le souvenir de Nicolas Pelletier dit Marolles, né à Sillery, le 30 avril 1649. Ce dernier était le fils de Nicolas (Peltier) (père), maître-charpentier, né à Germonval, hameau de Gallardon, en Beauce française, le 2 septembre 1594 (décédé en 1729), et de Jeanne De Vouzy (Voisy), née aussi en France en 1612 (décédée en 1689), arrivés à l'Habitation de Québec, le 11 juin 1636. Il est décédé le 12 février 1729, à Tadoussac.
Il eut trois mariages avec autant de femmes autochtones. Marié une première fois à Madeleine Tégoussi (décédée en 1677), le 22 juin 1673, à Québec, avec qui il eut seulement un enfant, Marie-Jeanne. Marié en secondes noces à l'algonquine Françoise Ouechipichinoué dit Lamy, le 3 juin 1677, à Tadoussac, il eut dix enfants : Charles, Geneviève, Marie, Marie-Jeanne, Dorothée, Nicolas, François-Bonaventure, Marie-Josèphe, Louis et Paul. En troisièmes noces, le 5 août 1715, il se marie avec Marie-Anne Outchiouanich, née vers 1678 (décédée en 1728), fille du chef innu de Tadoussac, Jean-Baptiste Nanabesa.
Selon une recherche, c'est à elle que s'adresse le père Michel Laure pour apprendre la langue innue qui va lui servir pour parcourir et découvrir l'arrière-pays du Saguenay et du lac Saint-Jean. Ce dernier l'inhume selon les rites de l'église à sa mort survenue en 1728. Le patronyme Peltier ou Pelletier origine du métier de fourreur ou pelletier, dont un regroupement des marchands de fourrures de Paris possédaient déjà leurs statuts et privilèges en 1346. Marolles réfère probablement au patelin connu de son père et devait servir à distinguer cette branche de Pelletier par rapport aux lieux d'origine des autres familles du même nom.
Le toponyme "Rivière Pelletier" a été officialisé le 5 décembre 1968 à la Banque des noms de lieux de la Commission de toponymie du Québec.